# Église Saint-Pierre de Lanuéjols
Pour les articles homonymes, voir Église Saint-Pierre.
L'église Saint-Pierre de Lanuéjols est un lieu de culte catholique romain situé sur la commune de Lanuéjols, dans le département français de la Lozère. Elle est classée au titre des monuments historiques en 1929.

## Historique
L'église Saint-Pierre est une des plus belles églises romanes du département. Elle présente la particularité d'être la seule bâtie en tuf. Épargnée par les guerres de Religion, elle nous est parvenue quasiment dans son aspect originel. Elle a sans doute été construite au XIIe siècle. De cette époque datent le transept et le chœur à abside et absidioles polygonales. Au XIVe siècle, deux chapelles formant aujourd'hui au faux collatéral sont construites sur le côté sud de la nef. L'une est fondée en 1339 par le baron de Tournel, possessionné à Lanuéjols. Son blason est sculpté sur l'enfeu. À l'extérieur, modillons soulignant la naissance du toit et chapiteaux sont finement sculptés. À la croisée du transept, une coupole sur trompes percée d'un oculus recevait un clocher polygonal. Détruit pendant la Révolution française, il est remplacé par un simple clocher-mur à une baie.

## Description
Si l'église Saint-Pierre de Lanuéjols est presque entièrement dépourvue de mobilier, elle possède néanmoins un remarquable fragment de retable de la fin du XVIIe siècle. En bois peint et doré, il représente Dieu le Père sculpté en bas-relief, bénissant de la main droite et tenant le globe surmonté de la Croix de l'autre. Les repeints successifs ne permettent plus d'apprécier la polychromie  d'origine. Mais sa qualité et son envergure comme l'expression de Dieu le Père laissent facilement supposer qu'il appartenait à un retable de grande valeur. Ce frontispice serait, selon certains, le sommet du retable disparu de l'ancienne chapelle castrale du Boy, siège de la baronnie du Tournel à partir du XIVe siècle.

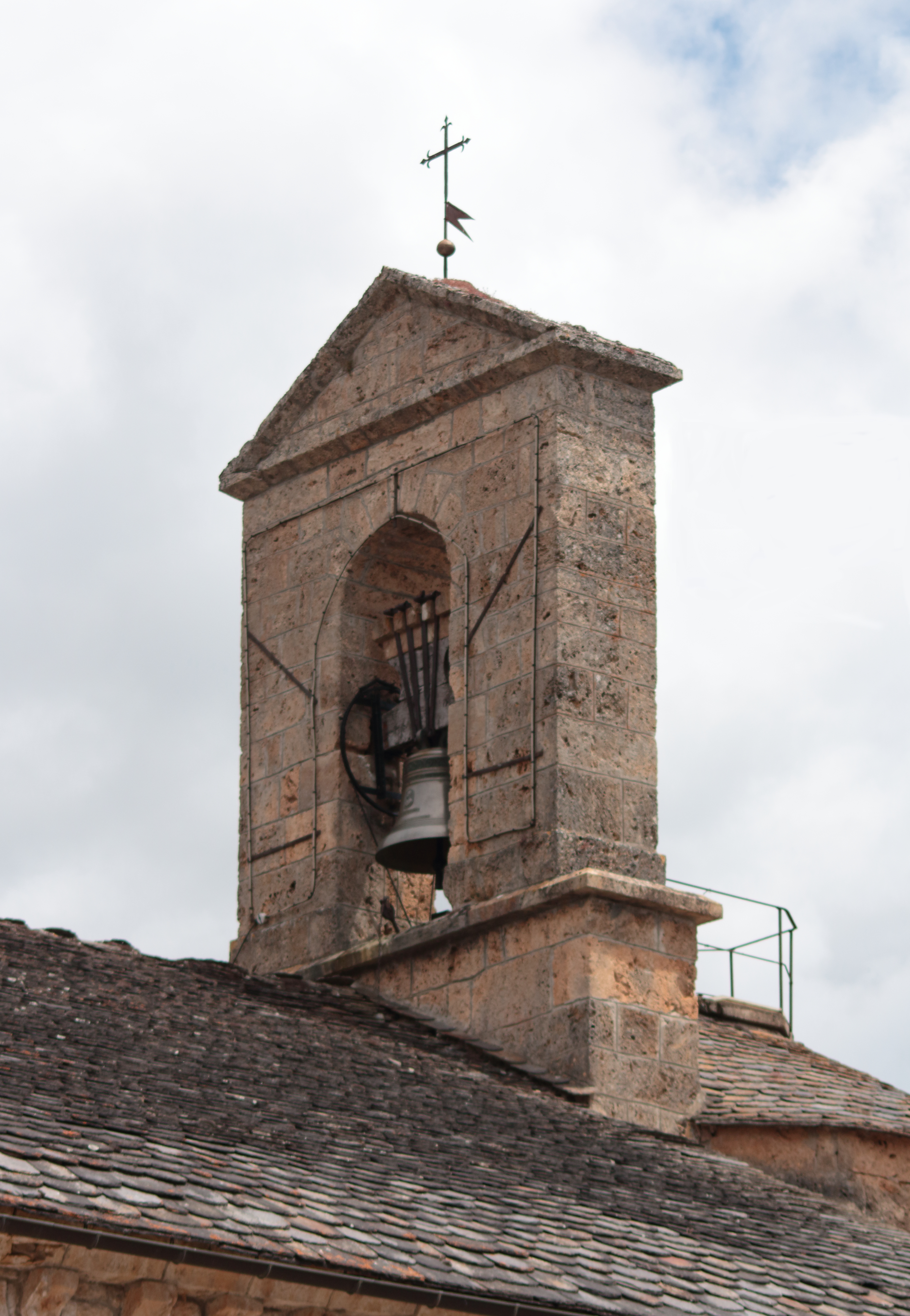
Le clocher de l'église.
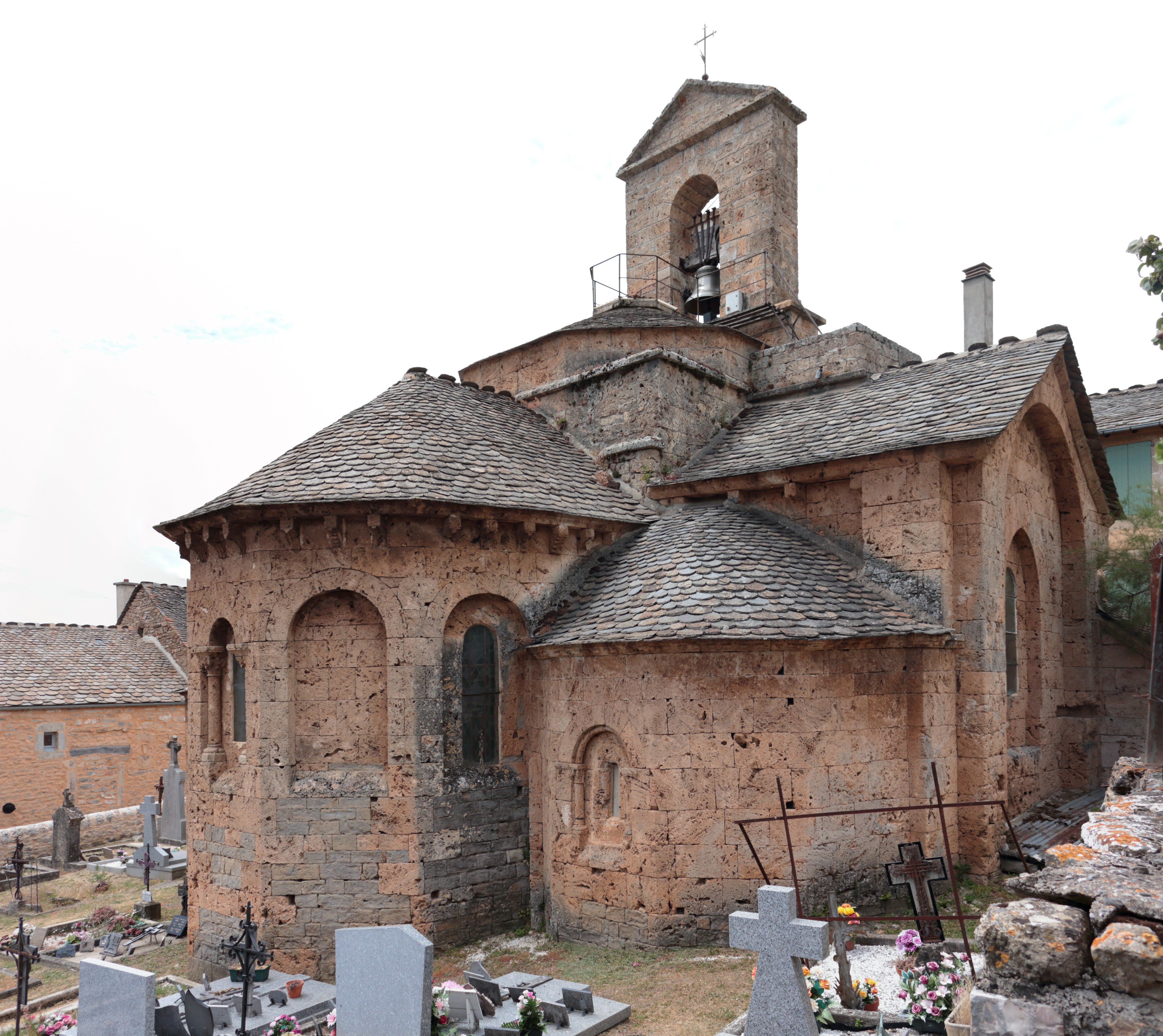
Le chevet.
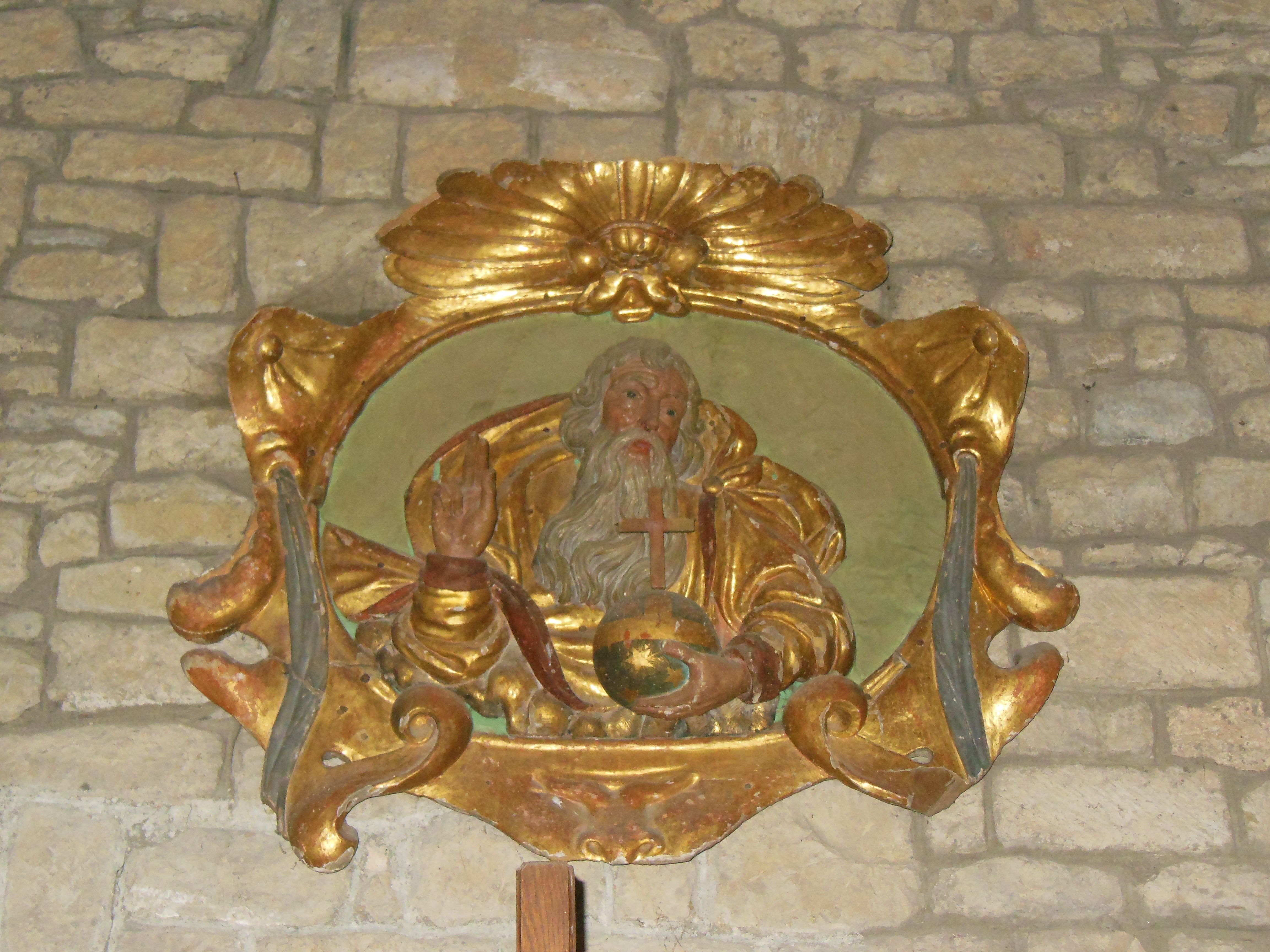
Dieu le Père sculpté en bas-relief.